# Instrument optic
Instrumentul optic sau aparatul optic este o combinație de oglinzi, lentile, prisme, formând un ansamblu unitar, destinat observării și măsurării unor mărimi optice.
Aparatele optice se clasifică în:
- aparate cu obiective (reale): furnizează imagini reale și pot înregistra imaginea obiectelor pe un receptor fizic (placă sau film fotografic), unde ca exemple se pot da: aparatul fotografic, aparatul de proiecție, retroproiectorul, epidiascopul etc.;
- aparate cu imagini virtuale (oculare): dau imagini virtuale, funcționează odată cu ochiul și imaginea se formează în ochiul observatorului, pe retină, de exemplu: lupa, luneta, microscopul, telescopul etc.

## Caracteristicile instrumentelor optice
Aparatele optice sunt caracterizate prin anumite mărimi care permit să se facă comparația între două aparate de același tip și să se poată alege care dintre ele îndeplinește anumite cerințe.

### Mărirea liniară
Mărirea liniară se definește ca fiind raportul dintre o anumită dimensiune liniară a imaginii (y2) și dimensiunea corespunzătoare a obiectului (y1).
Deoarece numai imaginile reale pot să aibă dimensiuni liniare măsurabile direct, rezultă că mărirea liniară se definește doar pentru aparatele optice obiective:
{\displaystyle M={\frac {y_{2}}{y_{1}}}.}

### Puterea
Puterea este dată de:
{\displaystyle P={\frac {\tan \alpha _{2}}{y_{1}}},}
unde α reprezintă unghiul sub care se vede prin instrument obiectul liniar de mărime y1.

### Grosismentul
Grosismentul este dat de relația:
{\displaystyle G={\frac {\tan \alpha _{2}}{\tan \alpha _{1}}},}
unde α2 reprezintă unghiul sub care se vede prin instrument obiectul, iar α1 unghiul sub care se vede cu ochiul liber același obiect, situat la distanța optimă de vedere δ.
Pentru un ochi normal se consideră δ = 25 cm, deci între putere și grosisment se poate stabili relația:
{\displaystyle G=P\delta ={\frac {P}{4}}.}

### Puterea separatoare
Puterea separatoare reprezintă proprietatea pe care o are un aparat optic de a vedea distinct prin el două puncte apropiate ale obiectului.
În cazul microscopului, puterea separatoare este cea mai mică distanță dintre două puncte ale obiectului pentru ca acestea să se vadă distinct prin aparat - putere separatoare liniară.
Dacă punctele sunt prea apropiate, atunci acestea se suprapun.
În cazul lunetei puterea separatoare este determinată de unghiul minim dintre două raze care vin de la două puncte luminoase (de exemplu de la două stele) pentru care ele să dea imagini separate - în acest caz putem vorbi de putere separatoare unghiulară.

### Câmpul unui aparat optic
Câmpul unui aparat optic este regiunea din spațiu pe care o poate explora instrumentul.
Se poate vorbi de:
- câmp de lărgime: cu dimensiunile perpendiculare pe axul optic al aparatului;
- câmp de adâncime: cu dimensiunile pe direcția axului optic.

### Claritate
Claritatea unui instrument optic reprezintă raportul fluxurilor luminoase trimise ochiului de suprafețe egale din obiect și din imagine.
La aparatele cu putere mică pentru îmbunătățirea clarității se caută să se mărească fluxul luminos care pătrunde.

## Legături externe
Materiale media legate de Instrument optic la Wikimedia Commons